# Gemini 3
Gemini 3 (GT-3) war der erste bemannte Flug eines US-amerikanischen Zwei-Mann-Raumschiffs im Rahmen des Gemini-Programms. Er fand am 23. März 1965 statt und endete mit der erfolgreichen Bergung der beiden Astronauten im Atlantik.

## Besatzung

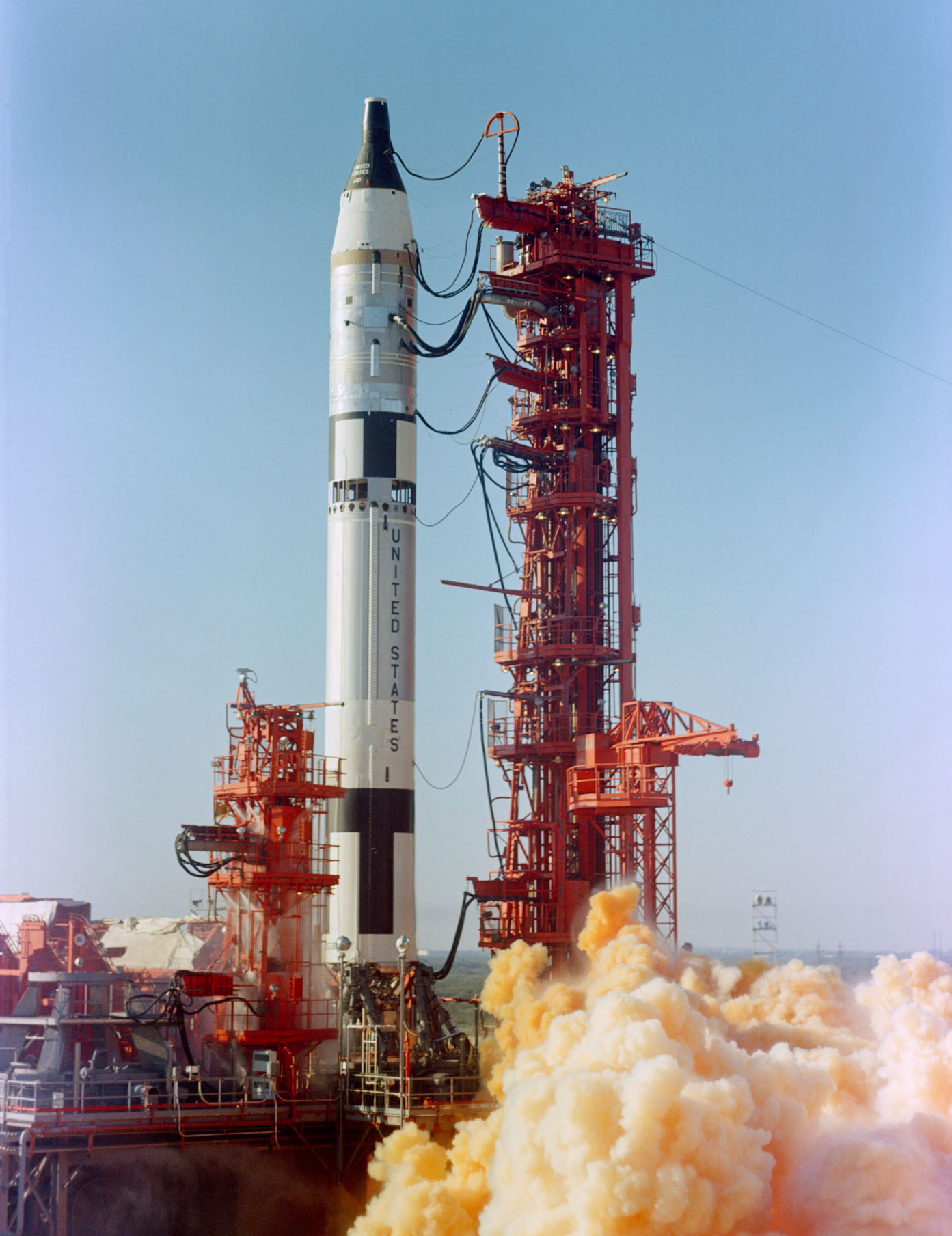
Start von Gemini 3

Im Laufe des Jahres 1963 sah Deke Slayton, der für die Mannschaftseinteilung verantwortlich war, Alan Shepard und Tom Stafford als Besatzung für den Jungfernflug des Gemini-Raumschiffes vor. Die Reservemannschaft sollte aus Gus Grissom und Frank Borman bestehen.
Shepard verlor jedoch aus gesundheitlichen Gründen die Flugtauglichkeit, und so ging das Kommando an Grissom über, neuer Ersatzkommandant wurde Walter Schirra. Auch Stafford verlor seinen Platz in der Hauptmannschaft. Als erster Astronaut der zweiten Auswahlgruppe sollte nun John Young zum Zug kommen. Stafford rutschte in die Ersatzmannschaft, Borman wurde Ersatzkommandant von Gemini 4.
Am 13. April 1964 gab die NASA die Mannschaft offiziell bekannt: Grissom und Young als Hauptmannschaft, Schirra und Stafford als Reserve.
Grissom führte die Tradition fort, das Raumschiff zu benennen. In Erinnerung an Liberty Bell 7, sein Raumschiff der Mission Mercury-Redstone 4, dessen Landekapsel im Atlantik versank, nannte er das Gemini-Raumschiff Molly Brown, nach dem Musical The Unsinkable Molly Brown. Bei der NASA stieß diese Art von Humor nicht unbedingt auf Verständnis, aber Grissoms Alternativvorschlag Titanic war noch weniger akzeptabel. Dies führte dazu, dass die Molly Brown bis zu Apollo 9 das letzte NASA-Raumschiff mit eigenem Namen bleiben sollte. In Anlehnung an den Spitznamen von Grissom wurde das Raumschiff ansonsten gelegentlich auch Gusmobile genannt.
Für diesen kurzen Flug genügten zwei Verbindungssprecher (Capcoms), die den Funkverkehr zwischen Raumschiff und Kontrollzentrum bündelten: Gordon Cooper, der als Astronaut der Mission Mercury-Atlas 9 ebenfalls schon Weltraumerfahrung hatte, von Cape Canaveral aus und Roger Chaffee aus der dritten Astronautengruppe von Houston aus.

## Vorbereitung
Da das Gemini-Raumschiff neu war, mussten die vier Astronauten, die für die Mission ausgewählt wurden, viel Zeit im Simulator verbringen, zuerst bei McDonnell in St. Louis, später auch in Cape Canaveral. Weitere Übungen beinhalteten Jetflüge, Fallschirmsprünge sowie das Aussteigen aus der schwimmenden Landekapsel.
Das Raumschiff wurde am 4. Januar 1965 nach Cape Canaveral ausgeliefert, die Titan-Rakete am 23. Januar, worauf das Raumschiff am 17. Februar montiert wurde. Ein weiterer Monat wurde für Tests am kompletten System verwendet.

## Flugverlauf

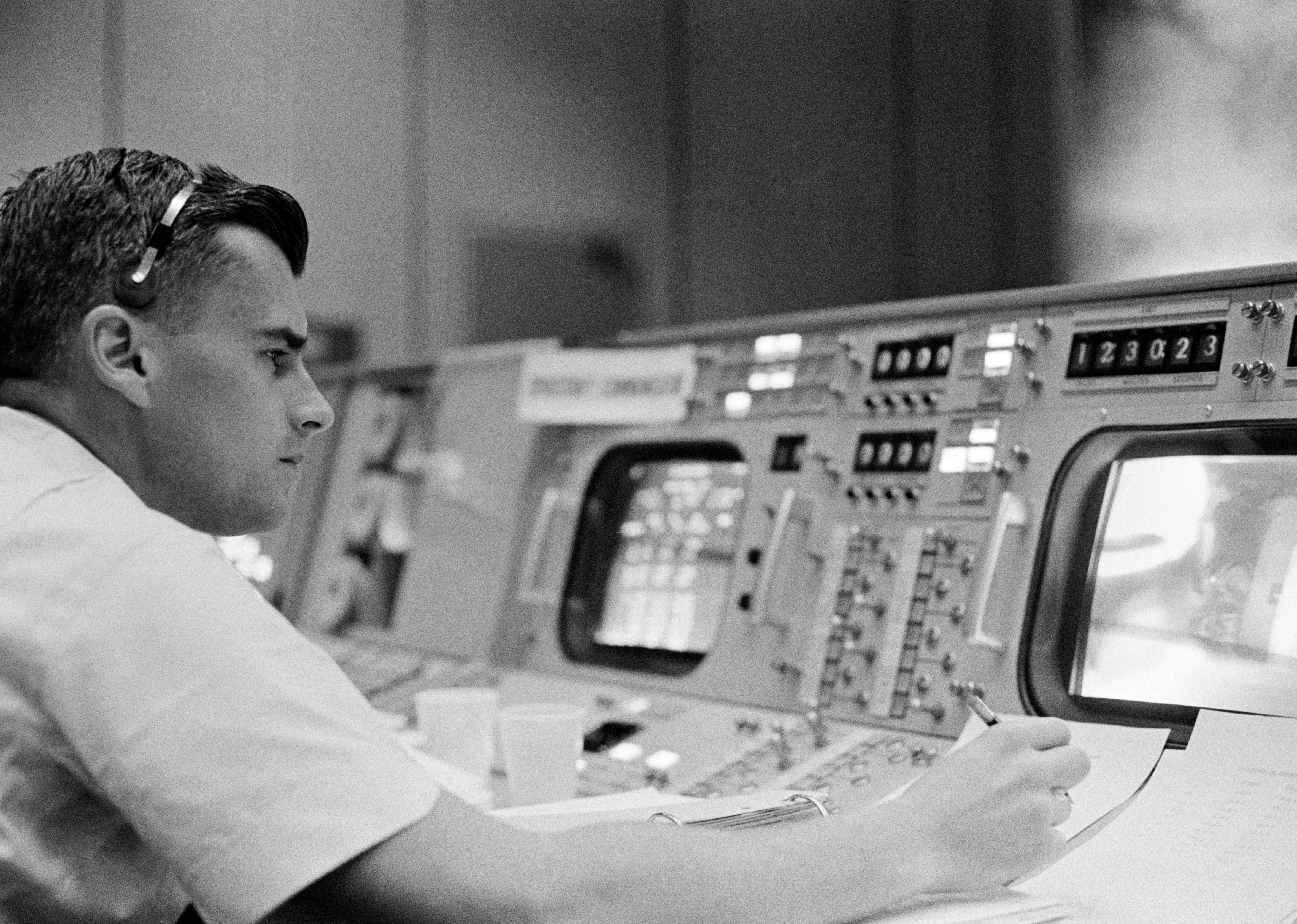
Roger B. Chaffee während des Flugs von Gemini 3 am Überwachungsschirm

Der Start von Gemini 3 erfolgte am Vormittag des 23. März 1965. Neben den technischen Tests sollten während des Fluges drei wissenschaftliche Experimente durchgeführt werden, die allerdings nur teilweise gelangen.
Für Aufregung sorgte ein Sandwich, das Young mit an Bord geschmuggelt hatte, um es Grissom zu überreichen, und dessen Brösel in der Schwerelosigkeit im Raumschiff herum flogen.
In der Erdumlaufbahn wurden mehrere Kurskorrekturen vorgenommen, um die Funktion der Steuerungsdüsen zu überprüfen. Dabei wurde die zunächst elliptische Umlaufbahn zirkularisiert und die Bahnebene gewechselt. Bei der letzten Zündung dieser Düsen wurde Gemini 3 in eine relativ tiefe Umlaufbahn gebracht, die zu einem Wiedereintritt in die Erdatmosphäre führen sollte, selbst wenn die Bremsraketen versagen sollten.

## Landung

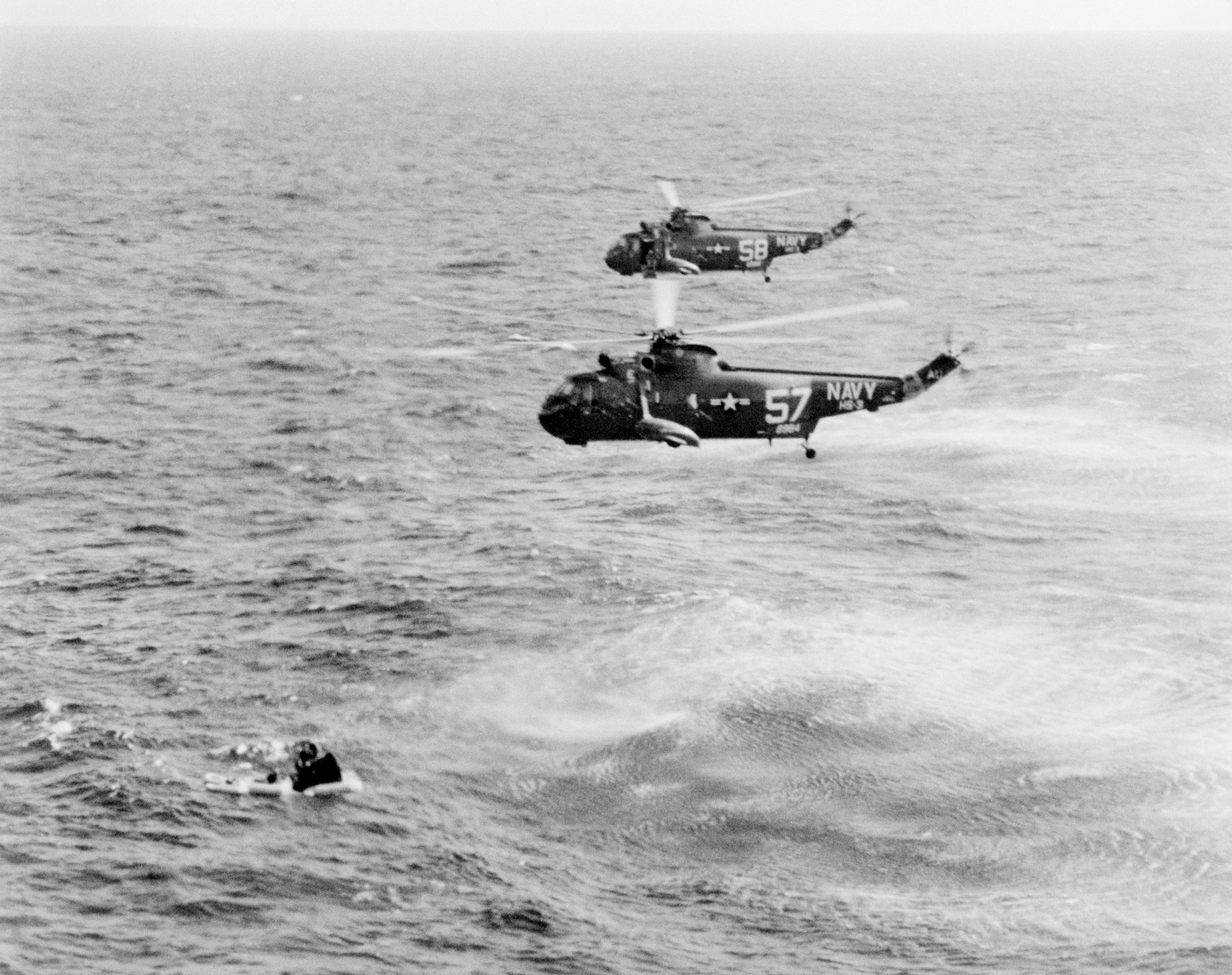
Sikorsky-Hubschrauber bei der Bergung von Gemini 3, am 23. März 1965

Nach drei Erdumkreisungen wurden die Bremsraketen gezündet. Die Wasserung an Fallschirmen erfolgte in zwei Phasen, bei der die Landekapsel zuerst mit der Nase nach oben, dann mit der Nase schräg nach unten an den Fallschirmen hing. Beim Übergang von der einen Lage zur anderen wurden die beiden Astronauten gegen die Fenster geworfen. Youngs Helm wurde zerkratzt, Grissoms Visier brach sogar.
Weil der Luftwiderstand der Landekapsel falsch eingeschätzt worden war, wasserte Gemini 3 etwa 84 km von der berechneten Stelle entfernt. Ein Bergungshubschrauber, der von der Intrepid startete, benötigte etwa 30 Minuten, um die Landestelle zu erreichen. Grissom und Young wagten nicht, die Luke zu öffnen, bis Taucher einen Schwimmring um die Landekapsel gezogen hatten, aus Sorge, Molly Brown könne genau wie die Liberty Bell sinken.
Durch die Hitze und die Schaukelbewegungen wurden beide Astronauten seekrank.
Die Kapsel befindet sich im Spring Mill State Park, 3 km östlich von Grissoms Heimatort Mitchell, Indiana.

## Bedeutung für das Gemini-Programm
Der kurze Testflug zeigte die prinzipielle Zuverlässigkeit der Titan-Rakete wie auch des Gemini-Raumschiffs und demonstrierte die Manövrierbarkeit im Orbit. Bis auf kleinere Pannen bei den wissenschaftlichen Experimenten wurden alle gesteckten Ziele erreicht. Somit konnten die Vorbereitungen für die nächsten Gemini-Missionen ohne Verzögerung weiter laufen.